# Frost of Watermelon
Frost of Watermelon è il terzo album dei Court, registrato e mixato presso "La Sauna recording studio" di Varano Borghi, pubblicato in Italia nel giugno 2007.

## Il disco
A 11 anni dal secondo lavoro, i Court pubblicano un CD composto da 12 brani, di cui una suite finale in 4 parti ("Mad and child"). Sono presenti episodi acustici ("Wet of sky"), folk-rock ("Bridge of Maya" e "My world") , rock ("Men I Met" e "Synaptic Ghost").

## Tracce
1. Limbo (Last Odyssey Vs Empress) (Bonacina, Nodari, Strobel) - (4:52)
2. Men I Met (Bonacina, Nodari)  - (2:19)
3. Walking and Talking (Bonacina, Nodari)  - (5:18)
4. When I Lose  (Bonacina, Nodari, Strobel)  - (4:55)
5. Past Days (Bonacina, Strobel)  - (4:36)
6. Wet of Sky (Nodari)  - (2:40)
7. My world (Strobel, Nodari)  - (5:05)
8. Bridge to Maya (Nodari, Strobel, Lucchina)  - (6:05)
9. Synaptic Ghost (Nodari, Bonacina)  - (4:06)
10. Sun Beyond Time (Strobel, Nodari)  - (07:33)
11. Flat Stones (Nodari)  - (04:05)
12. Mad and Child (Nodari, Strobel)  - (24:02)
  - I) You
  - II) Mother Nature
  - III) Father
  - IV) Myself

## Riconoscimenti
Grazie a questo disco nel 2007 i Court sono stati nominati, ed in seguito premiati, come Best Alternative Artist ai Los Angeles Music Awards

## Formazione

### Gruppo
- Paolo Lucchina - voce
- Mosè Nodari - chitarre, voce, oboe, flauto dolce, mellotron, Fender Rhodes, pianoforte
- Marco Strobel Ticozzi - chitarre, mandolino
- Luigi Bonacina - basso
- Francesco Vedani - batteria, percussioni, flauto traverso, sintetizzatori

### Altri musicisti
- Andrea Balliano - chitarra
- Francesco Nodari - fisarmonica
- Andrea Cajelli - campioni
- Marco Sessa - sintetizzatori